# University of Virginia
University of Virginia, česky Virginská univerzita, je veřejná univerzita ve státě Virginie ve Spojených státech amerických.

## Historie a současnost
Byla založena v roce 1819 autorem deklarace nezávislosti Thomasem Jeffersonem. V první správní radě univerzity zasedali i další významní politici James Madison a James Monroe, který byl v tu chvíli prezidentem Spojených států. Univerzita se soustředí především na vědecký výzkum.
Historický školní areál o rozloze 1682 akrů byl roku 1987 zapsán na seznam světového dědictví UNESCO a je považován za jeden z nejkrásnějších univerzitních kampusů v zemi. Univerzita je známa též velkým množstvím studentských spolků a univerzitním sportem. Ke známým absolventům patří spisovatelé Edgar Allan Poe a Georgia O'Keeffe, informatik John Backus, bývalý generální tajemník NATO Javier Solana či prezident USA Woodrow Wilson.